# 嚴繩孫
嚴繩孫（1623年—1702年），字蓀友，又字冬蓀，號秋水，自號藕蕩漁人。江南無錫縣（今江蘇無錫市）人。清初學者。

## 生平
嚴繩孫六歲就能寫徑尺大字，其後以詩詞書畫聞名。他讀書不重強記，但所學終身不忘。嚴繩孫與顧貞觀、秦松齡、安璿等十人創立雲門社，時人稱之為“雲門十子”。
康熙十八年（1679年），中博學鴻詞，授翰林院檢討，參與《明史》編纂工作。其後，歷任山西鄉試正考官、右中允兼翰林院编修，授承德郎。康熙二十四年（1685年）辭官隱歸。康熙四十一年（1702年）正月卒，享年八十。

## 著作
嚴繩孫以善詩聞名，講求"發乎情"，追求言有盡但意無窮的境界。著有《秋水集》，畫有《老樹寒鴉圖》、《江村草堂圖》等。

## 家庭
娶妻王氏，是中憲大夫福州府知事的女兒。有子三人：嚴沆曾、嚴泓曾及嚴溶曾。

## 評價
清朝詩人朱彝尊在嚴繩孫的墓誌銘中寫到：「君為文無定格，不屑蹈襲前人，適如其意而止。詩篇衝融恬易，鮮矯激之言。」

## 外部連結
- 嚴繩孫書法
- 《曝書亭集》卷七十六